# شهرستان اورگنج
ناحیهٔ اورگنج (به ازبکی: Urganch District) یک منطقهٔ مسکونی در ازبکستان است که در استان خوارزم واقع شده‌است.